# Princeville, Nova Scotia
Princeville är en ort i Kanada.   Den ligger i provinsen Nova Scotia, i den östra delen av landet, 1 100 km öster om huvudstaden Ottawa. Princeville ligger 43 meter över havet och antalet invånare är 5 571. Den ligger på ön Kap Bretonön.
Terrängen runt Princeville är kuperad åt nordväst, men åt sydost är den platt. Runt Princeville är det mycket glesbefolkat, med 2 invånare per kvadratkilometer.. Princeville är det största samhället i trakten. 
I omgivningarna runt Princeville växer i huvudsak blandskog.